# Neuseeländische Nationalmannschaft bei der Internationalen Sechstagefahrt
Die neuseeländischen Nationalmannschaften bei der Internationalen Sechstagefahrt sind eine Auswahl von Fahrern und Fahrerinnen für die Nationenwertungen dieses Wettbewerbes.
Entsprechend den Regelungen für die Sechstagefahrt wurden Nationalmannschaften für die Wertung um die Trophy (später: World Trophy), Silbervase (ab 1985: Junior World Trophy) und die Women`s World Trophy zugelassen. Der Umfang der Mannschaften und die Regularien für die Teilnahme änderte sich mehrmals im Laufe der Zeit.
Erstmals nahmen 1984 neuseeländische Nationalmannschaften im Wettbewerb um die World Trophy bzw. die Silbervase teil. Seither wurden jedoch nur mit langjährigen Unterbrechungen Nationalmannschaften für die Wettbewerbe gestellt.
Die Liste erhebt keinen Anspruch auf Vollständigkeit.

## 1984–2006
| Jahr                    | World Trophy | Silbervase |
| ----------------------- | --- | --- |
| 1984                    | 14. Mark Haimes (Husqvarna 250) Chris Harris (Husqvarna 250) Graeme Harris (Honda 250) Rob Snep (Husqvarna 250) Tony Cooksley (Husqvarna 500) Darryl August (Husqvarna +500 4T) | 17. David Owen (Husqvarna 125) David Framptom (Husqvarna 250) Jonathan Guy (Husqvarna 250) Grant Oliver (Husqvarna 500) |
| {\displaystyle \vdots } | keine Teilnahme | keine Teilnahme |
| 1992                    | 7. John McKee (Honda 250) Sean Clarke (Honda 350 4T) Grant Oliver (Yamaha 500) Doug Herbert (Kawasaki 250) Joe Forsyth (Suzuki 250) Darryl August (Suzuki 125)                  | 5. Steven Bird (Suzuki 250) Dean Humphrey (Yamaha 250) Ross Bird (Suzuki 250) Kevin Hermansen (Honda 125)               |
| {\displaystyle \vdots } | keine Teilnahme | keine Teilnahme |
| 1998                    | 8. Mark Pollard Dougy Herbert Steven Bird Shayne King Sean Clarke Darryl King                                                                                                   | 8. Todd Mardon Paul Whibley Graeme Goodwright Timothy Woodward                                                          |
| {\displaystyle \vdots } | keine Teilnahme | keine Teilnahme |
| 2006                    | 7. Shane King (Honda 450) Paul Whibley (Honda 250) Chris Birch (KTM 300) Cameron Negus (Yamaha 250) Lachlan Columb (Suzuki 250) Darryl King (Yamaha 250)                        | 10. Adrain Smith (Honda 250) Karl Power (Husaberg 450) Michael Phillips (Kawasaki 250) Jason Davis (KTM 250)            |

## Seit 2007
| Jahr                    | World Trophy | Junior World Trophy                                                                                  | Women’s World Trophy                                                                            |
| ----------------------- | --- | --- | ----------------------------------------------------------------------------------------------- |
| 2007                    | keine Teilnahme | 9. Adrian Smith (KTM 250) Brock Hamilton (KTM 250) Morgan Dransfield (KTM 300) Jason Davis (KTM 250) | keine Teilnahme                                                                                 |
| 2008                    | 16. Christopher Birch (KTM) Sean Clarke (Yamaha) Mark Delautour (KTM) Jonathan Kight (KTM) Luke Uhrle (Kawasaki) Duncan McLaren (Yamaha) | 10. Adrian Smith (Yamaha) Morgan Dransfield (KTM) Rory Mead (Yamaha) Jason Davis (KTM)               | keine Teilnahme                                                                                 |
| {\displaystyle \vdots } | keine Teilnahme | keine Teilnahme                                                                                      | keine Teilnahme                                                                                 |
| 2022                    | 16. Charles May Callan (KTM) Dvian Yaerbury (Husqvarna) Tom Buxton (Husqvarna) Seth Reardon (Yamaha)                                     | 7. James Scott (Honda) Thomas Watts (Yamaha) Will Yeoman (Yamaha)                                    | keine Teilnahme                                                                                 |
| 2023                    | keine Teilnahme | keine Teilnahme                                                                                      | keine Teilnahme                                                                                 |
| 2024                    | keine Teilnahme | keine Teilnahme                                                                                      | 10. Rachael Archer (Kawasaki 250 4T) Taylar Rampton (Husqvarna 250 4T) Kylie Dorr (Beta 200 2T) |